# نورثروپ ان-۹ام
نورثروپ ان-۹ام (به انگلیسی: Northrop N-9M) یک هواپیمای ساختِ کارخانهٔ نورثروپ در کشور ایالات متحده آمریکا است. نخستین استفاده‌کنندهٔ این هواپیما نیروی هوایی ایالات متحده آمریکا بوده‌است. این هواپیما برای نخستین بار در ۲۷ دسامبر ۱۹۴۲ میلادی مورد استفاده قرار گرفت.